# Rajd Wisły 2001
Rajd Wisły 2001 – 49. edycja Rajdu Wisły. Był to rajd samochodowy rozgrywany od 7 do 8 września 2001 roku. Była to szósta runda Rajdowych Samochodowych Mistrzostw Polski w roku 2001 oraz trzydziesta szósta runda Rajdowych Mistrzostw Europy w roku 2001 (o najniższym współczynniku - 2). Rajd składał się z osiemnastu odcinków specjalnych (dwa odcinki anulowano).

## Wyniki końcowe rajdu, klasyfikacja generalna,ERCiRSMP[1]
| Miejsce | Kierowca             | Pilot              | Samochód                 | Czas      | Strata   | Grupa Klasa |
| ------- | -------------------- | ------------------ | ------------------------ | --------- | -------- | ----------- |
| 1       | Janusz Kulig         | Jarosław Baran     | Ford Focus WRC RS '00    | 1:42:13.5 | -        | A8          |
| 2       | Leszek Kuzaj         | Andrzej Górski     | Toyota Corolla WRC       | 1:42:56.0 | +42.5    | A8          |
| 3       | Sebastian Frycz      | Maciej Wodniak     | Mitsubishi Lancer Evo V  | 1:47:29.7 | +5:16.2  | N4          |
| 4       | Michał Bębenek       | Grzegorz Bębenek   | Mitsubishi Lancer Evo VI | 1:51:21.6 | +9:08.1  | N4          |
| 5       | Zbigniew Gabryś      | Robert Hundla      | Mitsubishi Lancer Evo V  | 1:51:29.6 | +9:16.1  | N4          |
| 6       | Bartłomiej Baniowski | Piotr Wieczorek    | Subaru Impreza WRX       | 1:53:56.0 | +11:42.5 | N4          |
| 7       | Magdalena Cieślik    | Magdalena Lukas    | Mitsubishi Lancer Evo VI | 1:55:10.0 | +12:56.5 | N4          |
| 8       | Grzegorz Grzyb       | Michał Kaźmierczak | Peugeot 306 S16          | 1:59:28.2 | +17:14.7 | N3          |
| 9       | Michał Uliarczyk     | Maciej Baran       | Mitsubishi Lancer Evo VI | 2:01:08.3 | +18:54.8 | N4          |
| 10      | Robert Sługocki      | Jakub Praus        | Renault Clio             | 2:03:04.9 | +20:51.4 | N3          |